# Wyrwidąb (koń)
Wyrwidąb, ur. 1938, padł ???? – ogier czystej krwi arabskiej ze stadniny koni Janów Podlaski, po Ofirze i po matce Jadze II.
We wrześniu 1939 ze względu na zbliżający się front dyrektor stadniny Stanisław Pohoski zarządza ewakuację stada i stadniny w Janowie Podlaskim. Odbywa się ona marszem pieszym. Ze  względu na braki personelu jeden pracownik musi prowadzić po kilka koni, jak w wypadku czterech synów ogiera Ofir: Witeź II, Witraż, Wielki Szlem i Wyrwidąb. W rejonie Chotyłowa ogiery wyrywają się prowadzącemu i ślad po nich ginie. Po wrześniu 1939, już pod zarządem niemieckim odnaleziono je i powróciły do Janowa. Wielki Szlem i Witraż przez wiele lat były ogierami czołowymi w polskich stadninach koni arabskich, Witeź II po nielegalnym wywiezieniu go do Stanów Zjednoczonych okazał się epokowym ogierem arabskim. 
Pod koniec II wojny światowej stadninę ewakuowano początkowo do Saksonii, a następnie do Grabau pod Kilonią. Stamtąd w niejasnych okolicznościach  Wyrwidąb został przeniesiony do stadniny w Georgsheil we Fryzji Wschodniej, gdzie przez następne lata krył tamtejsze klacze i przyczynił się do zmiany fenotypu koni wschodniofryzyjskich. Nadano mu imię Wind (Wiatr) i został oznaczony numerem 1923. Pozostawił w hodowli sześciu synów i wiele córek. Najlepsze ogiery po nim to: Wingolf, Windschuty i Wiking. Jego najlepsze córki i synowie użytkowane w hodowli dawały bardzo cenne potomstwo, co jest rzadkością w przypadku krzyżowania dwóch odległych genetycznie ras.
Jesienią 1947 Wyrwidąb został wymieniony na ogiera Jason, będącego własnością stadniny w Marbach (niem. Haupt- und Landgestüt Marbach). Po nim krył urodzony również w Marbach ogier Haladin, syn polskiego ogiera Towarzysz Pancerny, który w Niemczech nosił imię Halef. Wyrwidąb pozostał własnością stada i stadniny w Marbach, gdzie był używany w hodowli koni arabskich. Ostatnie jego źrebię wpisane do ksiąg urodziło się w Niemczech w 1957. Nie wyjaśniono, dlaczego nie został w latach powojennych zwrócony Polsce.